# Cabinet de curiozități

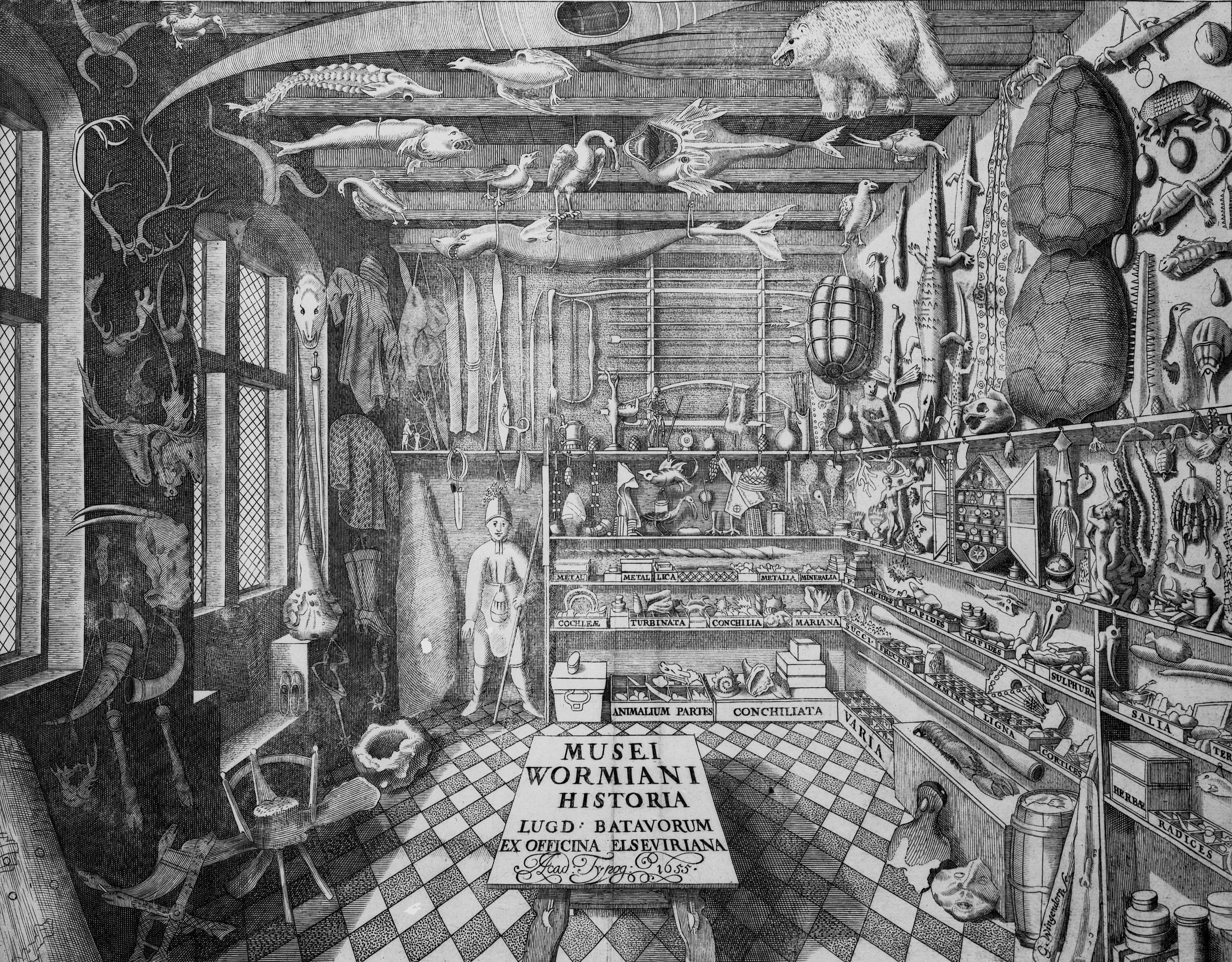
„Musei Wormiani Historia”, frontispiciul de la Muzeul Wormianum înfățișând cabinetul de curiozități al lui Ole Worm

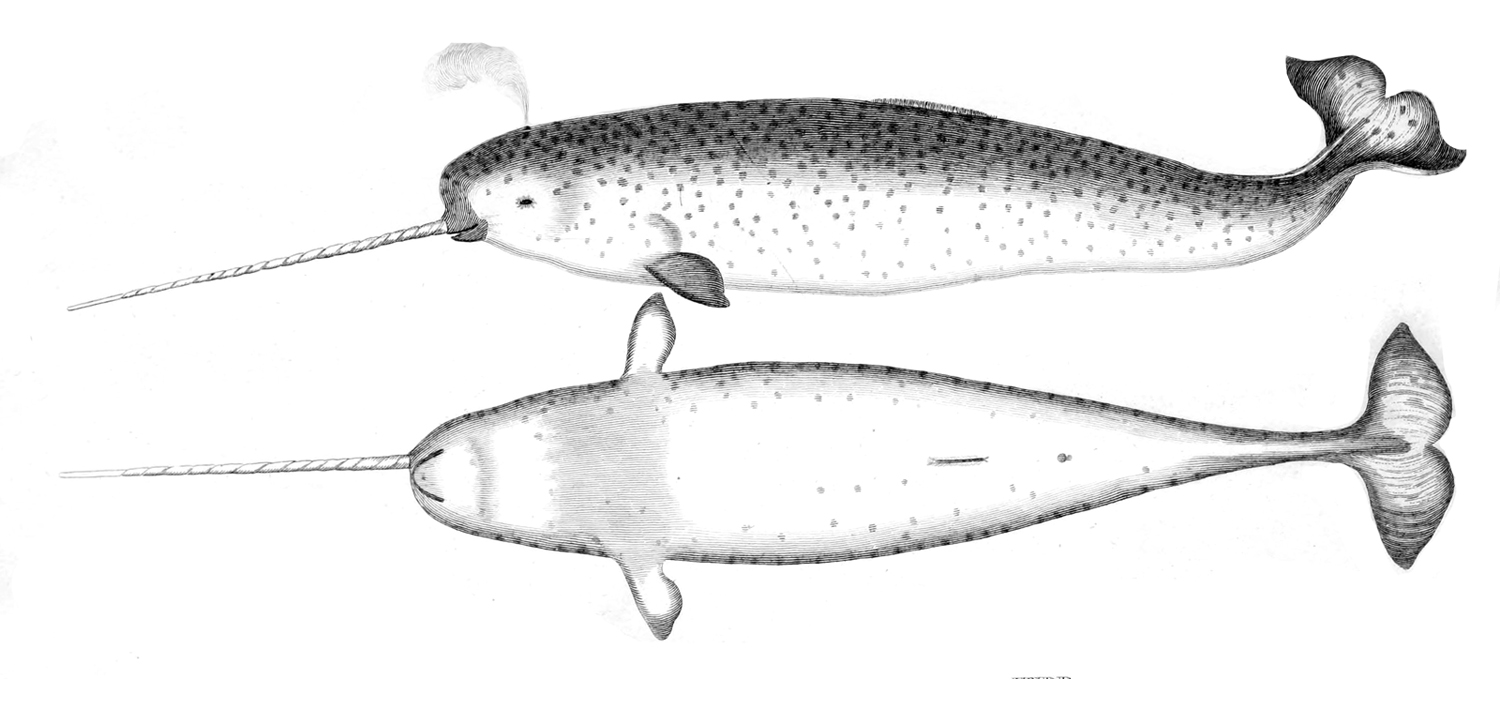
Un narval mascul, al cărui colț, ca un corn de Unicorn, era o piesă întâlnită în vitrinele de curiozități.

Cabinetele de curiozități (în germană Kunstkammer și Kunstkabinett, traduse literal „Camere artistice”), cunoscute și sub numele de camere-minune (de asemenea din germană: Wunderkammer), erau colecții de mari dimensiuni de obiecte de sorginte diferită, având un caracter enciclopedic.  În Europa renascentistă, acolo unde acestea au apărut pentru prima dată, nu exista o clasificare sau o delimitare clară a tipurilor de obiecte care puteau fi incluse în astfel de cabinete. Deși au fost precedate de colecții mai rudimentare, camerele clasice de curiozități au apărut în secolul al XVI-lea. Inițial, termenul englezesc cabinet descria mai degrabă o cameră decât o piesă de mobilier. Terminologia modernă ar clasifica acum obiectele incluse în aceste colecții ca aparținând istoriei naturale (uneori artificiale), geologiei, etnografiei, arheologiei, relicvelor religioase (moaște) sau istorice, drept opere de artă (inclusiv picturi de vitrină) și antichități. Pe lângă cele mai faimoase și mai bine documentate camere, deținute de diferiți monarhi și aristocrați, au apărut de asemenea și colecții precursoare ale muzeelor ce aparțineau membrilor clasei negustorești și primilor oameni de știință din Europa.

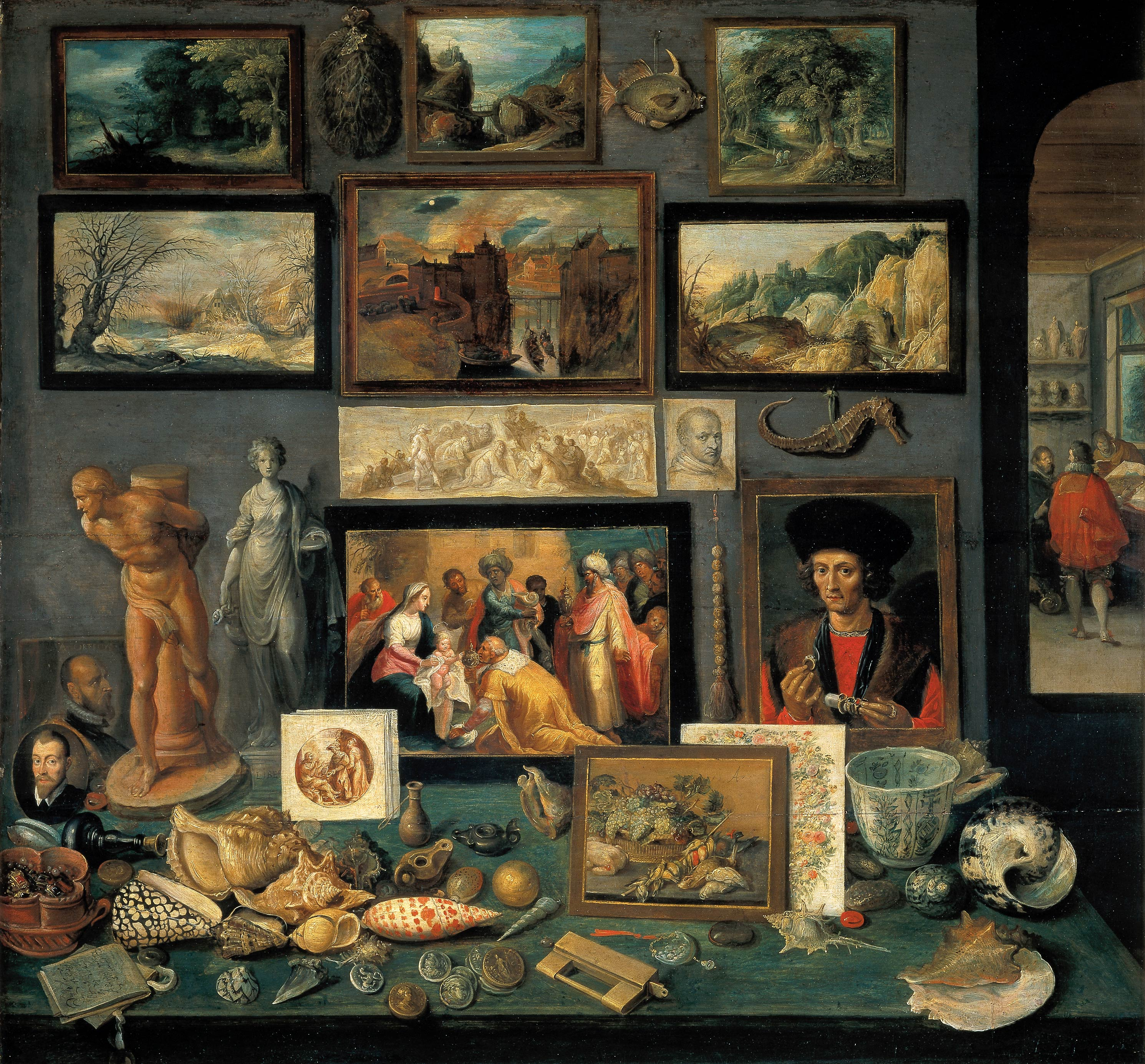
Un colț de vitrină, pictat de Frans II Francken în 1636, dezvăluie gama de cunoștințe a unui virtuoz din epoca barocului.

Camerele de curiozități erau un mijloc prin care deținătorii își stabileau și susțineau rangul în societate, dar și colecții ce reflectau interesele curatorilor. Conform lui R. J. W. Evans, existau două tipuri principale de cabinete de curiozități: „camera princiară, dominată de preocupări estetice, cu o predilecție exotică, ce îndeplinea în mare măsură o funcție reprezentativă” și o mai puțin grandioasă „colecție modestă a savantului umanist sau a unui virtuoz, care servea scopuri mai practice și științifice”. Evans adaugă că ”nu exista nicio distincție clară între cele două categorii: toate colecțiile erau marcate de curiozitate, erau rezultatul unei anumite doze de credulitate și aveau un fel de design universal subiacent”.
Cabinetelor de curiozități care aveau rolul de a marca statutul socio-economic al curatorilor li s-au adăugat cele create ca o formă de divertisment, fapt consemnat în arhivele Societății Regale: primele întâlniri ale acestui for științific le ofereau membrilor posibilitatea de a-și expune descoperirile făcute în urma explorării propriilor curiozități pe o masă la care avea acces toată lumea. Oricât de pur educaționale sau investigative puteau părea aceste expoziții, așa-numiții Fellows din acea perioadă - membrii Societății Regale - susțineau ideea „divertismentului savant” sau „îmbinarea utilului (învățării) cu plăcutul (divertismentul)”. Era o practică destul de des întâlnită, având în vedere că Societatea Regală avea o tradiție a interesului față de tot ce era neobișnuit, minunat, mirobolant. Acest interes a fost adesea exploatat de filozofii naturaliști din secolul al XVIII-lea pentru a păstra atenția publicului pentru expozițiile pe care le organizau.

## Istoric

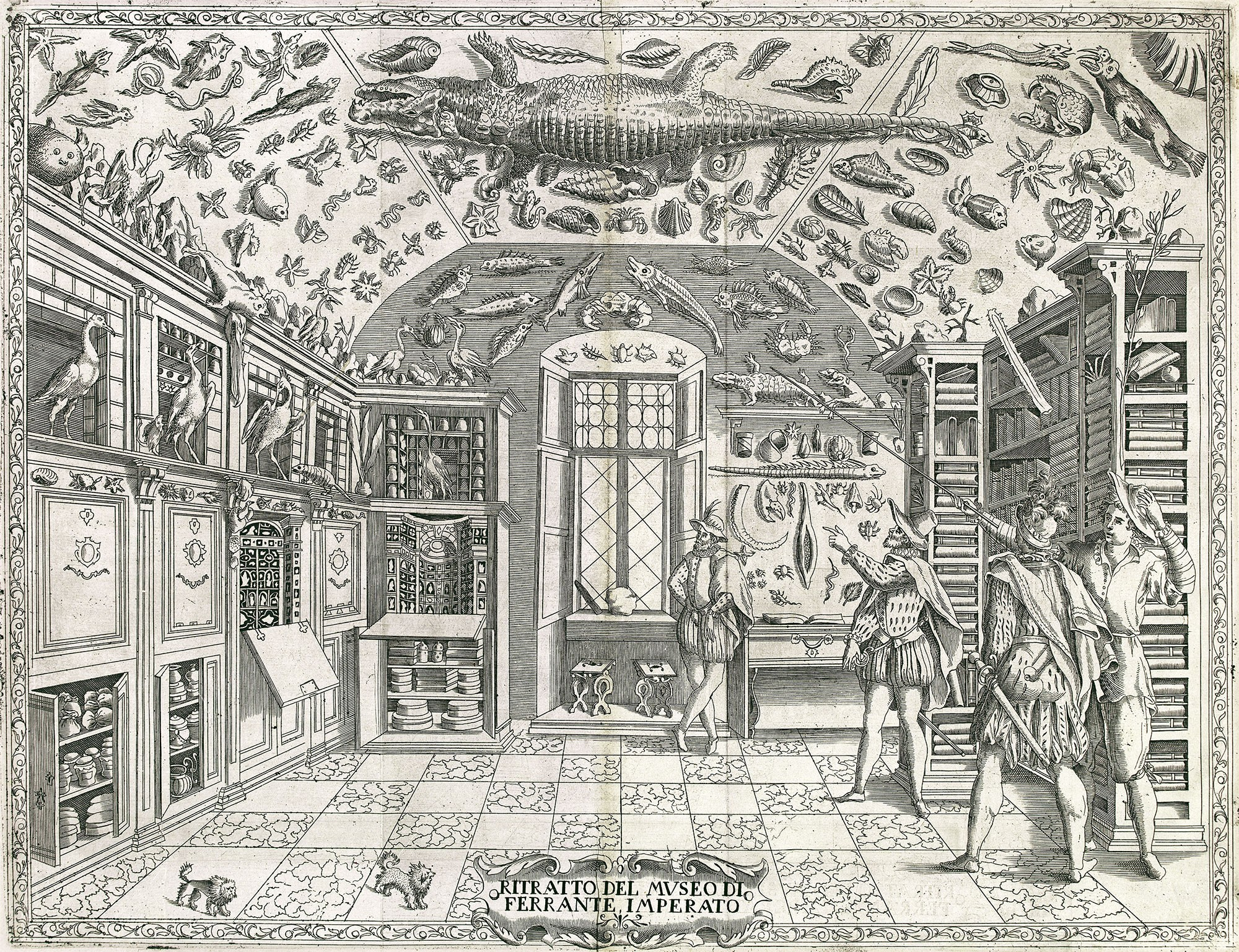
Gravură pliabilă din Dell'Historia Naturale a lui Ferrante Imperato (Napoli 1599), cea mai veche ilustrare a unui salon de istorie naturală

### Până la c. 1600
Cea mai veche dovadă picturală a unui cabinet de istorie naturală este gravura din Dell’Historia Naturale a lui Ferrante Imperato (Napoli 1599) (ilustrație). Aceasta avea scopul de a spori credibilitatea autorului ca sursă de informare despre istoria naturală, având rafturi deschise (în dreapta), în care apar multe volume dispuse orizontal și suprapuse, într-o manieră specifică Evului Mediu, sau cu cotorul în sus, pentru a proteja paginile de praf. Unele volume reprezintă, cu siguranță, ierbarul autorului. Fiecare suprafață a tavanului boltit este acoperită de pești conservați, mamifere împăiate și scoici stranii, iar în centru este suspendat un crocodil împăiat. Pe rafturi sunt expuse exemple de corali. În stânga, camera este amenajată ca un studiolo  cu o gamă de dulapuri încorporate ale căror uși pot fi descuiate și coborâte pentru a arăta cuiburi de porumbei realizate cu migală, care formează unități arhitecturale, umplute cu mici minerale. Deasupra acestora stau păsările împăiate lângă niște panouri încrustate cu bucăți de piatră lustruită (cel mai probabil marmură și jasp) având formă de pătrat sau prevăzute cu compartimente pentru exemplare. Sub ele se află o serie de dulapuri ce conțin cutii cu specimene și borcane acoperite.

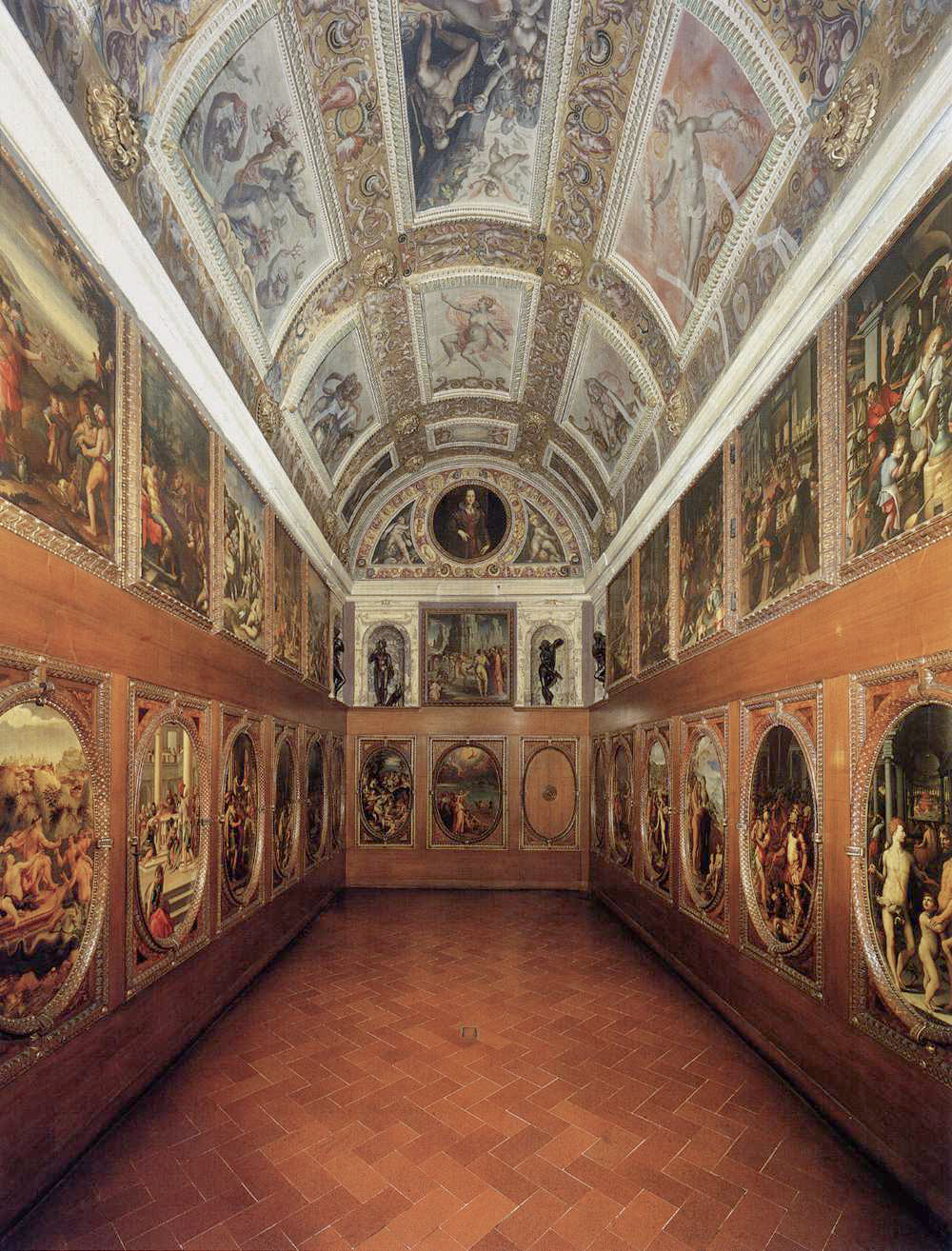
Bolta decorată în detaliu a Studiolo-ului lui Francesco I din Palazzo Vecchio, Florența

În anul 1587, Gabriel Kaltermackt l-a sfătuit pe Christian I că trei tipuri de obiecte sunt indispensabile formării unui „Kunstkammer” sau a unei colecții de artă: în primul rând, sculpturi și picturi, în al doilea rând, „obiecte stranii din țară sau din străinătate” și în cele din urmă, „coarne [ca de cerb], coarne [ca de vacă], gheare, pene și alte lucruri aparținând unor animale stranii și curioase”.  Când Albrecht Dürer a vizitat Țările de Jos în 1521, a adus de la Nürnberg ilustrații, coarne de la diverse animale, o bucată de coral, aripioare de pește de dimensiuni mari și chiar o armă de lemn din Indiile de Est. 
Gama extrem de variată de obiecte reprezentată în tabloul lui Frans Fracken al II-lea din anul 1636 (ilustrat mai sus) este caracteristică pentru ce se putea găsi de obicei într-o cameră de curiozități: tablouri agățate pe perete, care variază de la peisaje (incluzând și o scenă în lumina lunii, considerată un gen pictural în sine), la un portret și o pictură religioasă (”Adorarea Magilor”), combinate cu pești marini tropicali conservați și un șir de mărgele sculptate, cel mai probabil din chihlimbar, considerat atât un material prețios, cât și o curiozitate naturală. Sculpturile sunt, pe de o parte, clasice și laice (una dintre ele o înfățișează pe Libera, o zeiță romană a fertilității), iar pe de altă parte, moderne și religioase (”Hristos la Coloană”), iar pe masă sunt aranjate, printre scoici exotice (inclusiv unele tropicale și un dinte de rechin): portrete în miniatură, pietre prețioase decorate cu perle puse într-o cutie stranie de tip cvadrifoliu (în formă de trifoi cu patru foi), un set de gravuri în lemn și desene sepia în clar-obscur și o pictură cu o natură statică de mici dimensiuni sprijinită de o altă pictură cu un aranjament floral, monede și medalii – se presupune că grecești și romane – și o lampă cu ulei din teracotă de origine romană, un lacăt de alamă în stil chinezesc, flacoane stranii și un vas Ming din porțelan alb-albastru. 

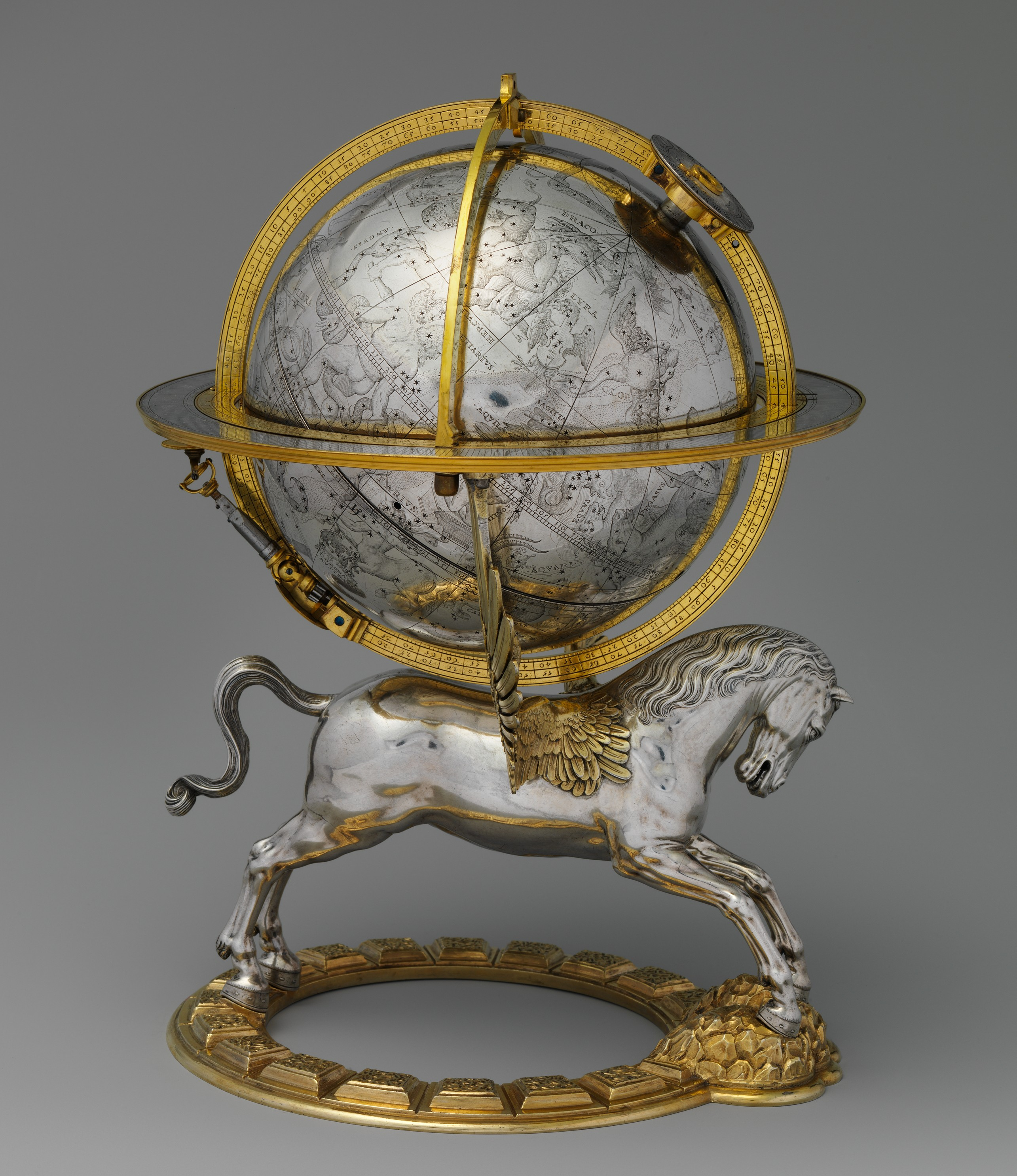
Glob ceresc cu mecanism de ceas, realizat pentru Kunstkammer lui Rudolf al II-lea, 1579

Kunstkammer-ul lui Rudolf al II-lea (care a domnit în perioada 1576-1612), aflată în cartierul Hradčany din Praga, era unică la nord de Alpi, oferindu-i proprietarului un loc mângâiere și de retragere întru contemplație, și totodată demonstrând măreția și puterea sa imperială prin aranjamentul simbolic al obiectelor, prezentate ceremonios diplomaților și magnaților aflați în vizită.
Unchiul lui Rudolf, Ferdinand al II-lea, a avut de asemenea o colecție curată de trezorierul său Leopold Heyperger care punea un accent deosebit pe picturile cu persoane ce aveau diformități interesante; o mare parte din aceasta a rămas intactă și poartă numele de Cameră de Artă și Curiozități, aflându-se în Castelul Ambras din Austria. ”Kunstkammer-ul a fost privit ca un microcosmos sau ca un teatru lumesc, precum și ca un teatru de memorie. Kunstkammer-ul a simbolizat controlul patronului asupra lumii prin reproducerea sa într-o incintă, la nivel microscopic.”  În ceea ce privește colecția lui Charles I, Peter Thomas afirmă succint: ”Kunstkabinett-ul în sine a fost o formă de propagandă.”

### Secolul al XVII-lea

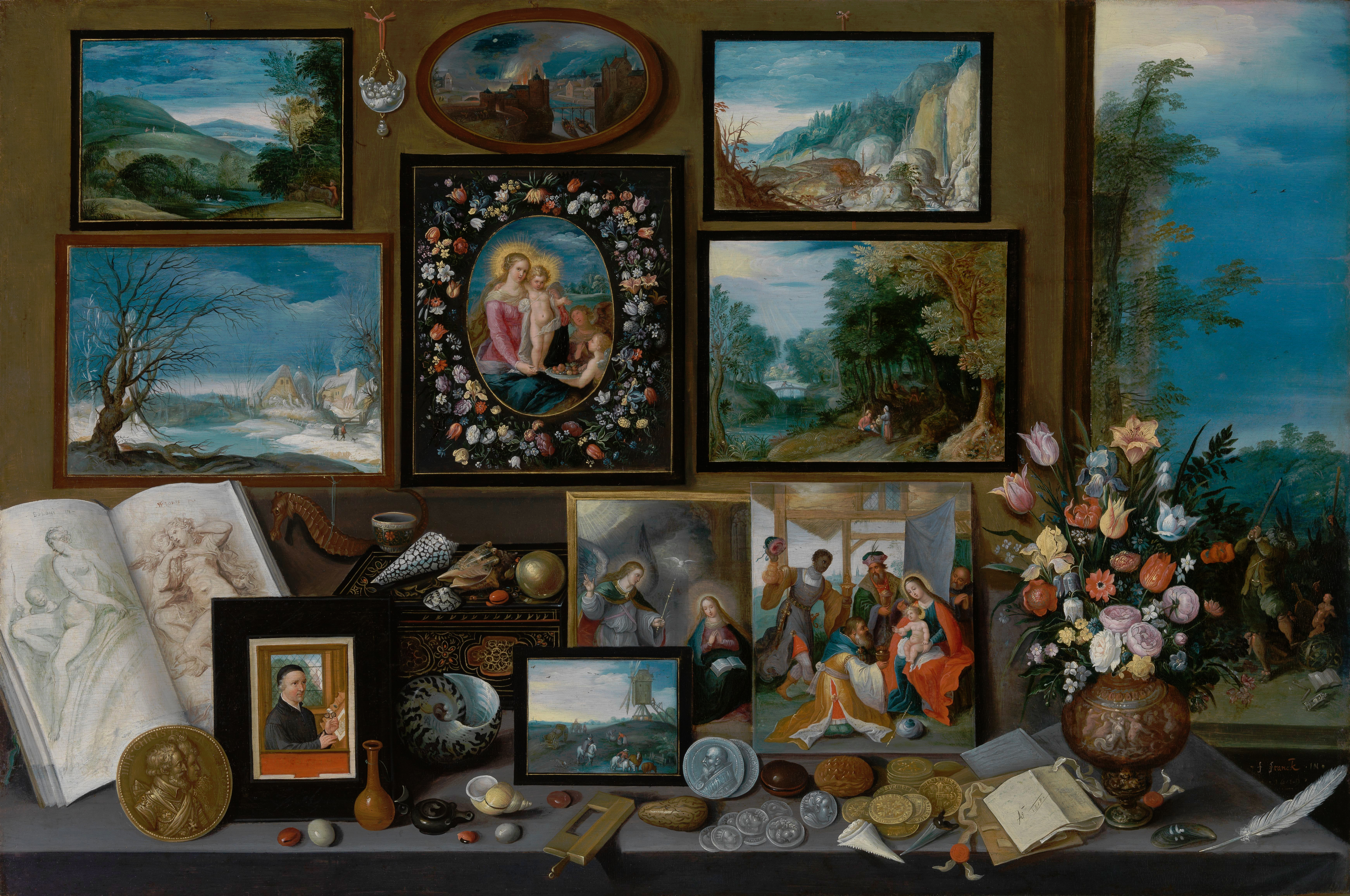
Frans Francken cel Tânăr, Dulap cu picturi, scoici, monede, fosile și flori al unui colecționar, 1619

Două dintre cele mai cunoscute cabinete de curiozități din secolul al XVII-lea au fost cea a lui Ole Worm, cunoscut sub numele de Olaus Wormius (1588 – 1654) (ilustrare în dreapta sus) și cea a lui Athanasius Kircher (1602 – 1680). Aceste arii din secolul al XVII-lea erau pline de animale împăiate, coarne, colți, schelete, minerale, precum și alte obiecte create de om considerate interesante: sculpturi incredibil de vechi, de fine sau de mici; automate de ceasornic, specimene etnografice din locații exotice etc. Adesea, aceste colecții reprezentau un amestec între realitate și ficțiune și includeau creaturi aparent mitice. În colecția lui Worm se găsea, de exemplu, ceea ce el credea că este un miel scitic, iar alții că este o combinație fabuloasă între o plantă și o oaie, dar de fapt era o ferigă lânoasă. În ciuda concluziilor eronate la care tindea să ajungă, Worm a identificat cornul narvalului ca provenind de la un cetaceu, și nu de la un unicorn, așa cum credeau majoritatea proprietarilor unor astfel de coarne. Specimenele prezentate în aceste expoziții au fost adesea aduse din expediții de explorare și din călătorii comerciale.
Cabinetele de curiozități erau o dovadă a progresului științific, publicându-se adesea imagini ale conținutului lor. Catalogul colecției lui Worm, publicat sub numele de ”Museum Wormanium” (1965), a folosit colecția de artefacte ca punct de plecare pentru teoriile lui Worm despre filozofie, știință, istorie naturală etc.
Accesul în cabinetele de curiozități era limitat celor care își puteau permite să le creeze și să le întrețină. În principal monarhii, mulți la număr, au reușit să facă mari colecții. Un exemplu rar menționat, mai des întâlnit în artă decât în alte domenii, a fost Studiolo-ul lui Francesco I. Frederic al III-lea, care și-a însușit colecția lui Worm după moartea lui, a fost un alt monarh colecționar. Cel de-al treilea exemplu este Kunstkamera fondată de către Petru cel Mare în 1714 la Sankt Petersburg. Multe dintre obiectele acestei colecții au fost cumpărate din Amsterdam de la Albertus Seba și Frederik Ruysch. Colecția fabuloasă ce reprezenta Imperiul Habsburgic a inclus artefacte aztece de o importanță mărită, printre acestea numărându-se rochia cu pene sau coroana lui Montezuma, care în prezent se află în Muzeul de Etnologie din Viena. 
S-au realizat colecții similare celor mai sus menționate, la o scară mai mică: complexul Kunstschränke, aparținând lui Philipp Hainhofer din Augsburg. Acestea erau dulapuri, realizate din toate materialele scumpe și exotice posibile, pline de obiecte detaliate ornamental și menite să reflecte miniatural întregul cosmos. Cel mai bine păstrat exemplar este cel primit de către regele Gustavus Adolphus de către conducerea orașului Augsburg în anul 1632, care se găsește la Muzeul Gustavianum din Uppsala. Dulapul curio este o versiune alternativă a exemplelor istorice de dimensiuni mai mari.
Conform unei analize realizate de către Horst Bredekamp în anul 1995, suprapunerea unor obiecte atât de diferite a încurajat studii comparative, analogii și paralele și a favorizat schimbarea culturală dintr-o lume privită ca statică într-o viziune dinamică a istoriei naturale și o perspectivă istorică aflată veșnic în transformare, care a condus la începuturile unei viziuni științifice asupra realității în secolul al XVII-lea.

### După secolul al XVIII-lea

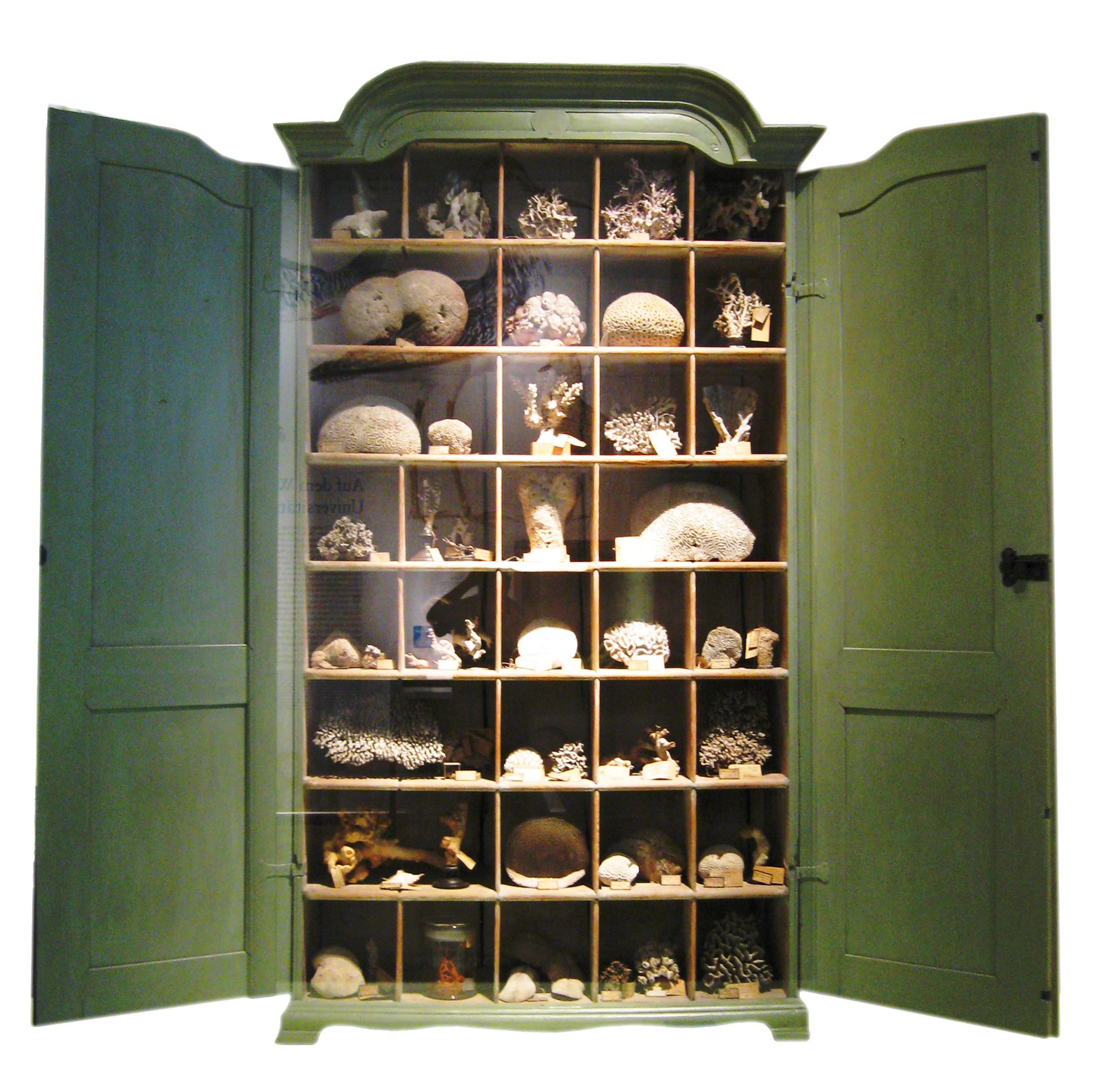
Un Schrank german de la începutul secolului al XVIII-lea cu o expoziție tradițională de corali (Naturkundenmuseum, Berlin)

În limbajul secolului al XVII-lea, atât în franceză, cât și în engleză, un cabinet a ajuns să reprezinte o colecție de opere de artă care ar putea include un ansamblu de ”obiecte de virtù” sau de curiozități considerate stimulante intelectual de către un virtuoz. În anul 1714, Michael Bernhard Valentini a publicat o lucrare museologică timpurie, ”Museum museorum”, cuprinzând o descriere a dulapurilor cunoscute de el și cataloage ale conținutului lor.

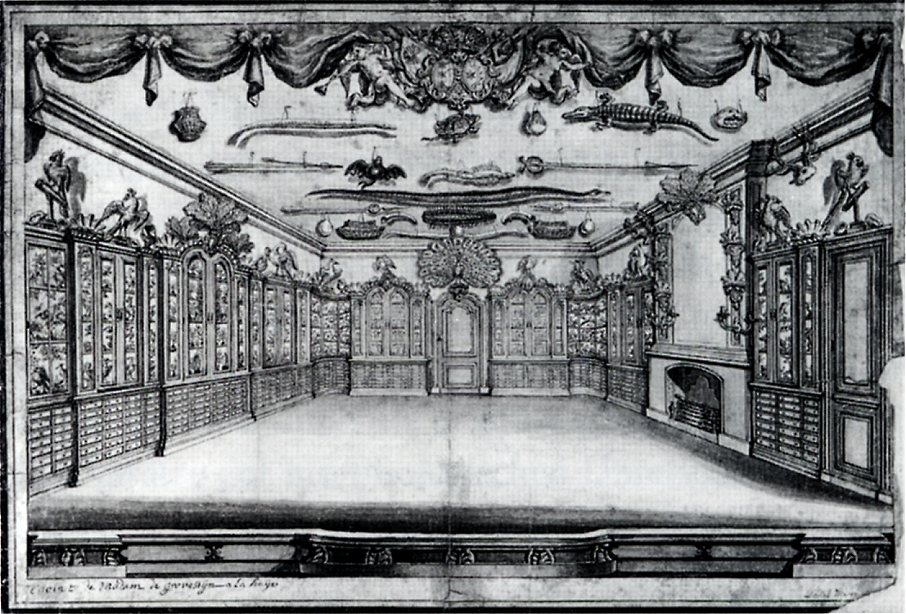
Un salon olandez, 1756

În a doua jumătate a secolului al XVIII-lea, Belsazar Hacquet (c. 1735 – 1815) a operat în Ljubljana, pe atunci capitala Carniolei, o cameră de istorie naturală (în germană Naturalienkabinet), apreciată în toată europa și vizitată de cea mai înaltă nobilime, inclusiv de Sfântul Împărat Roman Iosif al II-lea, de marele duce rus Paul și de Papa Pius al VI-lea, precum și de naturaliști celebri, cum ar fi Francesco Griselini și Franz Benedikt Hermann. Această colecție cuprindea diverse tipuri de minerale (inclusiv mostre de mercur din mina Idrija), un herbarium vivum cu peste 4000 de exemplare de plante carniole și străine, un număr mai mic de exemplare de animale, o bibliotecă de istorie naturală și un teatru anatomic.
Un exemplu târziu de juxtapunere a materialelor naturale cu elemente artificiale foarte detaliate este oferit de ”Boltele verzi” (en. The Green Vaults) formate de către Augustus cel Puternic la Dresda, pentru a-și afișa camera minunilor. Creatorii ”Galeriei Iluminate” de la British Museum, instalată în fosta sală ”Kings Library” în anul 2003 pentru a sărbători aniversarea de 250 a muzeului, și-au propus să recreeze abundența și diversitatea care continuau să caracterizeze muzeele din mijlocul secolului al XVIII-lea, prin combinarea scoicilor, mostrelor de rocă și a specimenelor botanice cu o mare varietate a ilustrațiilor și a altor obiecte create de om din întreaga lume. 
Unele elemente ale colecțiilor universale timpurii, specimene biologice bizare sau stranii, reale sau artificiale, precum și obiectele istorice mai exotice ar putea fi încorporate în spectacolele de tip ”freak show” și ”sideshow”.

### Anglia

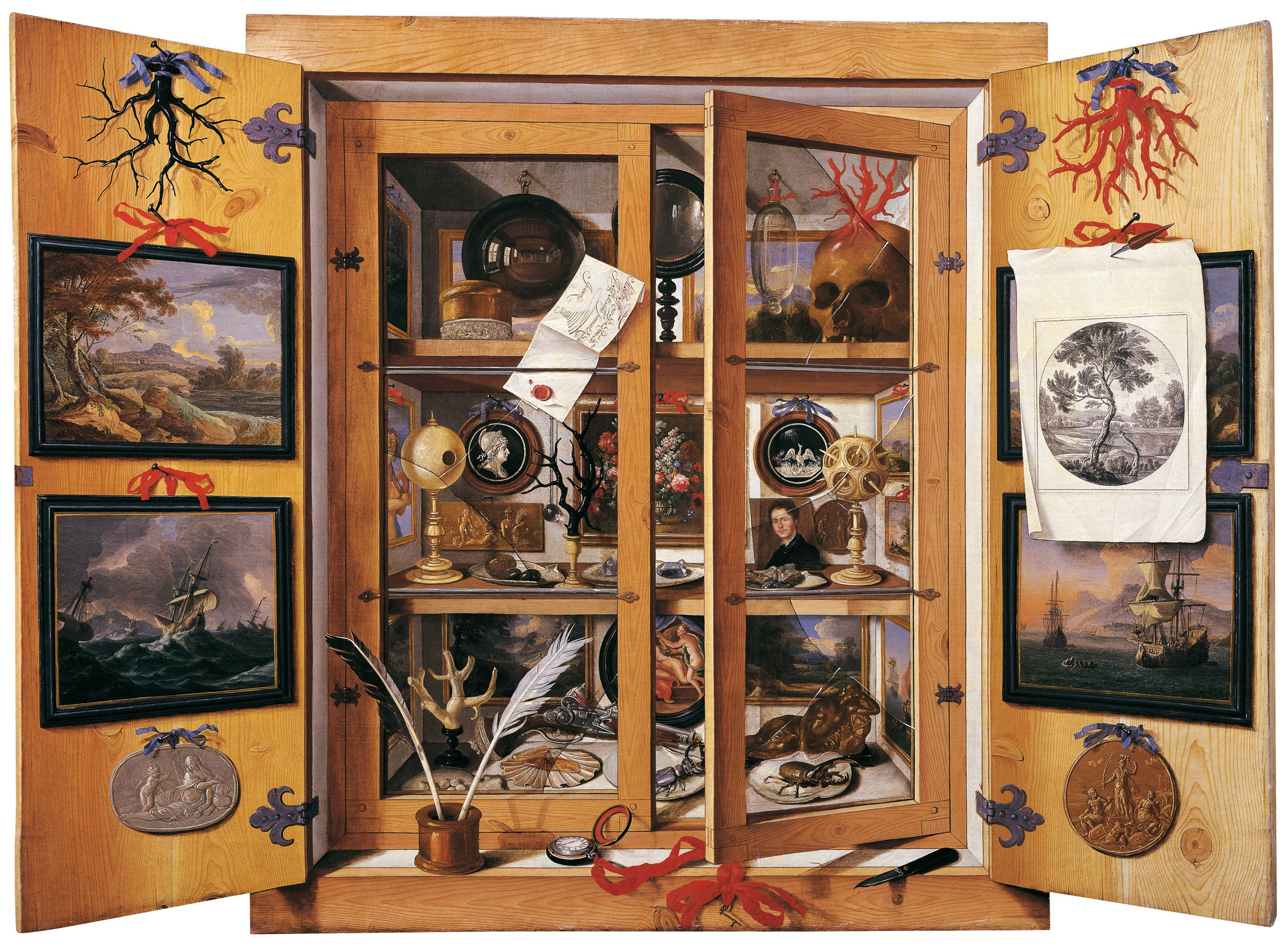
Zona de curiozități, anii 1690, Domenico Remps

În 1671, când l-a vizitat pe Thomas Browne (1605–1682), curteanul John Evelyn a remarcat: ”Întreaga lui casă și grădină este un paradis și un muzeu de rarități din cea mai bună colecție aflate printre medalioane, cărți, plante și elemente din natură.”
Spre sfârșitul vieții sale, Browne a parodiat tendința crescândă de a face colecții de curiozități în broșura sa ”Musaeum Clausum”, un inventar de cărți, imagini și obiecte dubioase, despre care doar se zvonea că există și pur și simplu inexistente.

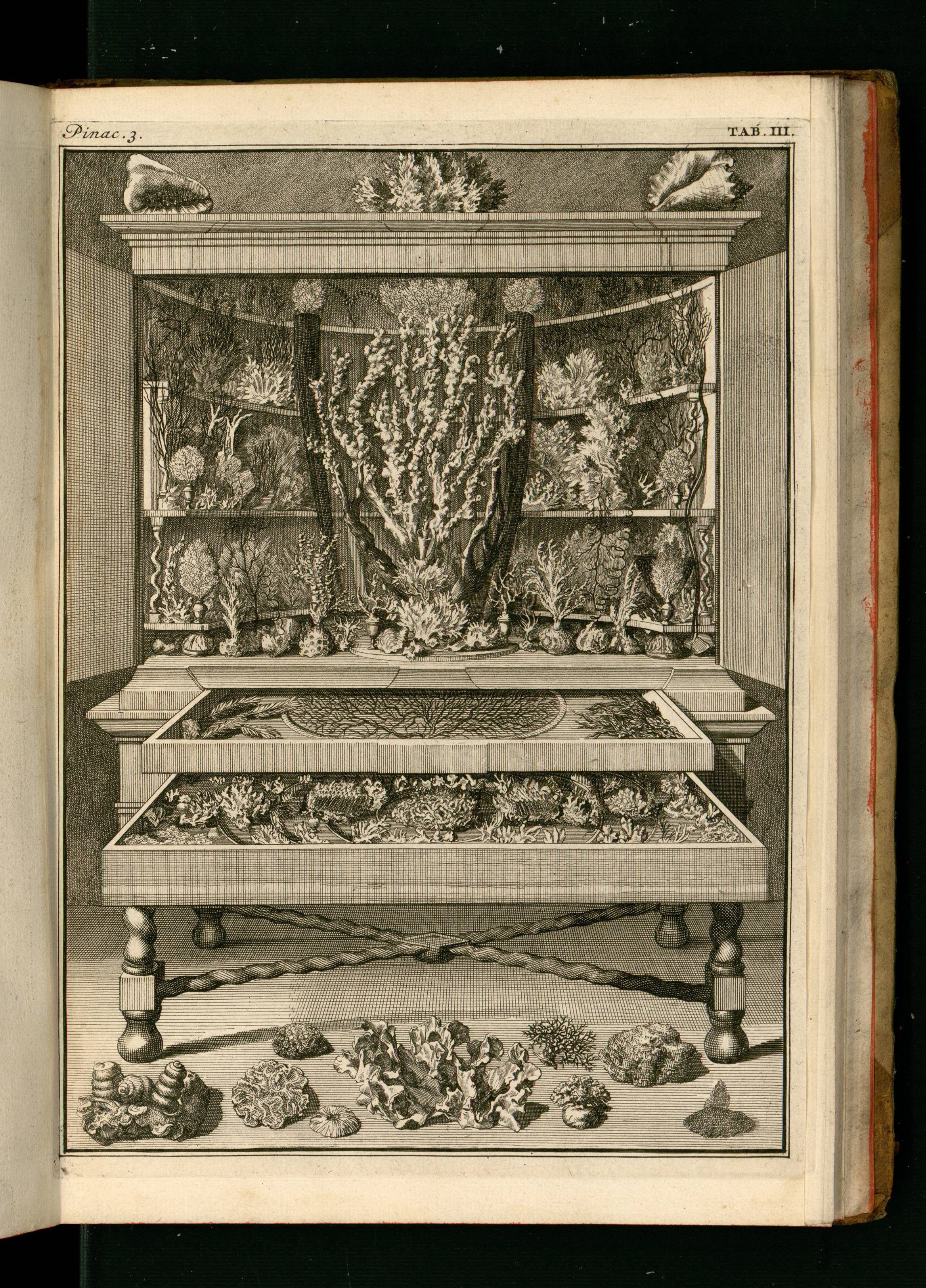
Levinus Vincent, 1715, placă de la Wondertooneel der natuur, din marele catalog realizat după colecția comerciantului olandez.

Sir Hans Sloane (1660 – 1753) a fost un medic englez, un membru al Societății Regale și al Colegiului Regal al Medicilor și fondatorul Muzeului Britanic din Londra care și-a început cariera de colecționar prin culegerea sporadică a unor plante din zona Angliei și a Franței în timp ce studia medicina. În anul 1687, Ducele de Albemarle i-a oferit lui Sloane un post de medic personal al flotei Indiilor de Vest din Jamaica. Acesta a acceptat oferta și a petrecut cincisprezece luni colecționând și catalogând plantele, animalele și curiozitățile artificiale native (de exemplu, artefacte culturale ale populațiilor africane native înrobite din Jamaica. Această colecție a devenit baza lucrării sale în două volume, ”Natural History of Jamaica”, publicate în anii 1707 și 1725. Sloane s-a întors în Anglia în 1689 cu peste 800 de exemplare de plante care erau ori vii, ori lipite pe paginile de carton ale unui ierbar cu opt volume. Sloane a încercat de asemenea să aducă în țară animale vii (ex. șerpi, un aligator, o iguană), dar toate au murit înainte de a ajunge în Anglia.

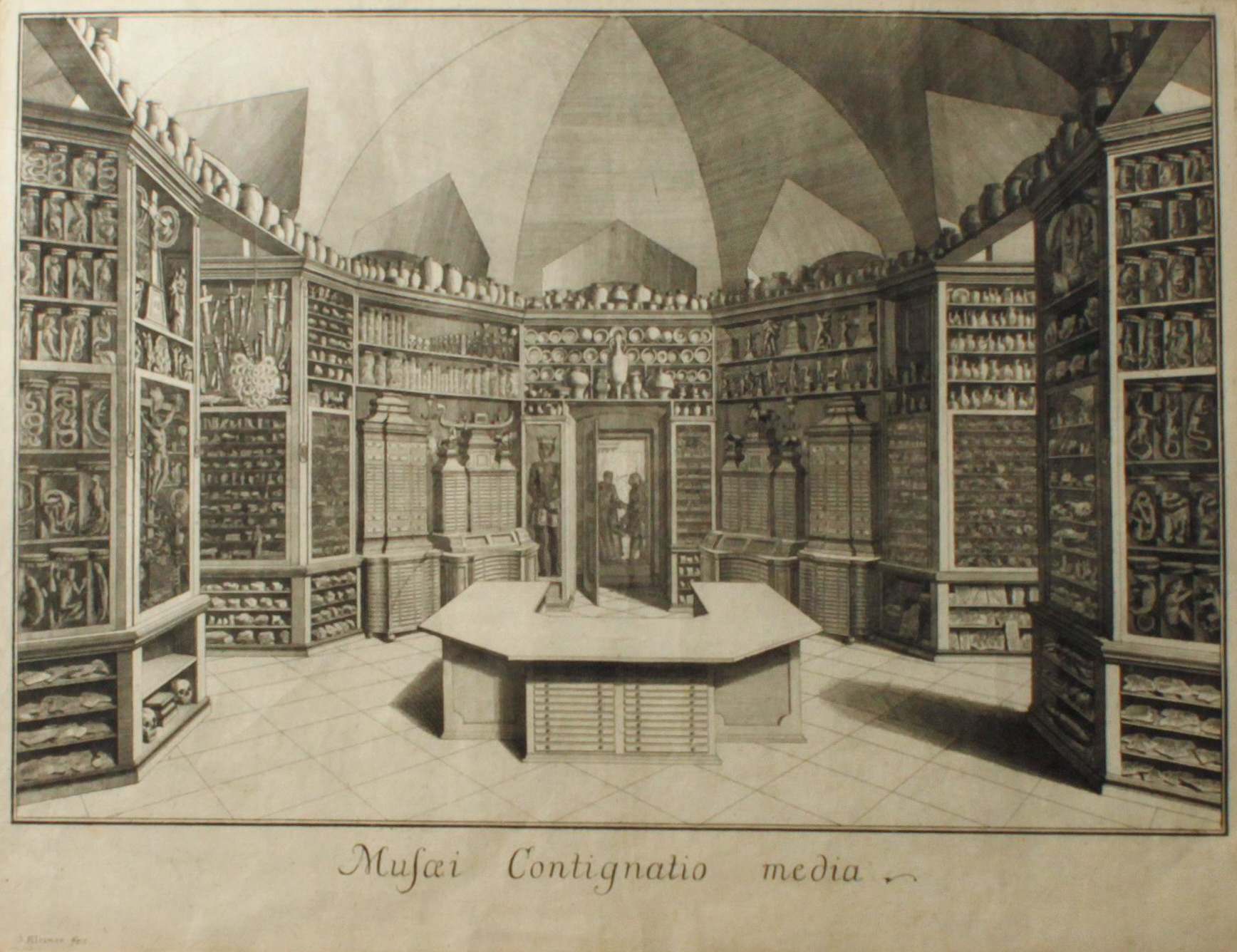
Salon german, 1745

Sloane a făcut, într-o manieră meticuloasă, un catalog într-o manieră, creând înregistrări extinse pentru majoritatea exemplarelor și obiectelor din colecția sa. În plus, a început să obțină colecții, fie sub formă de cadouri, fie prin cumpărare. Herman Boerhaave i-a oferit patru volume de plante din grădinile sale din Leiden. William Charleton i-a oferit lui Sloane prin testament numeroase cărți cu păsări, pești, flori și scoici, precum și muzeul său divers format din curiozități, miniaturi, insecte, medalii, animale, minerale, pietre prețioase și obiecte stranii din chihlimbar. Sloane a cumpărat colecția lui Leonard Plukenet în anul 1710, care a constat în 23 de volme cu peste 8000 de plante din Africa, India, Japonia și China. Mary Somerset, ducesa de Beaufort (1630 – 1715) i-a lăsat în anul 1714, de asemenea printr-un testament, un ierbar de 12 volume din grădinile ei din Chelsea și Badminton. Reverendul Adam Buddle i-a dat lui Sloane 13 volume de plante britanice. În anul 1716, Sloane a cumpărat volumul de plante japoneze al lui James Petiver și muzeul virtual al lui James Petiver, care cuprindea aproximativ o sută de volume cu plante din Europa, America de Nord, Africa, Orientul Apropiat, India și Orient. Mark Catesby i-a oferit plante din America de Nord și din Indiile de Vest în urma unei expediții finanțate de Sloane. Philip Miller i-a dat 12 volume de plante cultivate în Chelsea Physic Garden.
Sloane a obținut aproximativ 350 de curiozități artificiale de la indienii din America de Nord, de la inuiți, din America de Sud, Laponia, Siberia, Indiile de Est și cele de Vest, inclusiv nouă articole din Jamaica. ”Aceste artefacte etnologice au fost importante pentru că au stabilit un câmp de colecții pe baza căruia British Museum avea să se dezvolte odată cu explorările căpitanului James Cook în Oceania și Australia și cu expansiunea rapidă a Imperiului Britanic.” În anul 1753, la moartea sa, Sloane a lăsat moștenire Angliei colecția sa considerabilă de 337 de volume pentru 20 000 de lire sterline. În 1759, biblioteca regală a lui George al II-lea a fost adăugată la colecția lui Sloane pentru a temelia Muzeului Britanic.

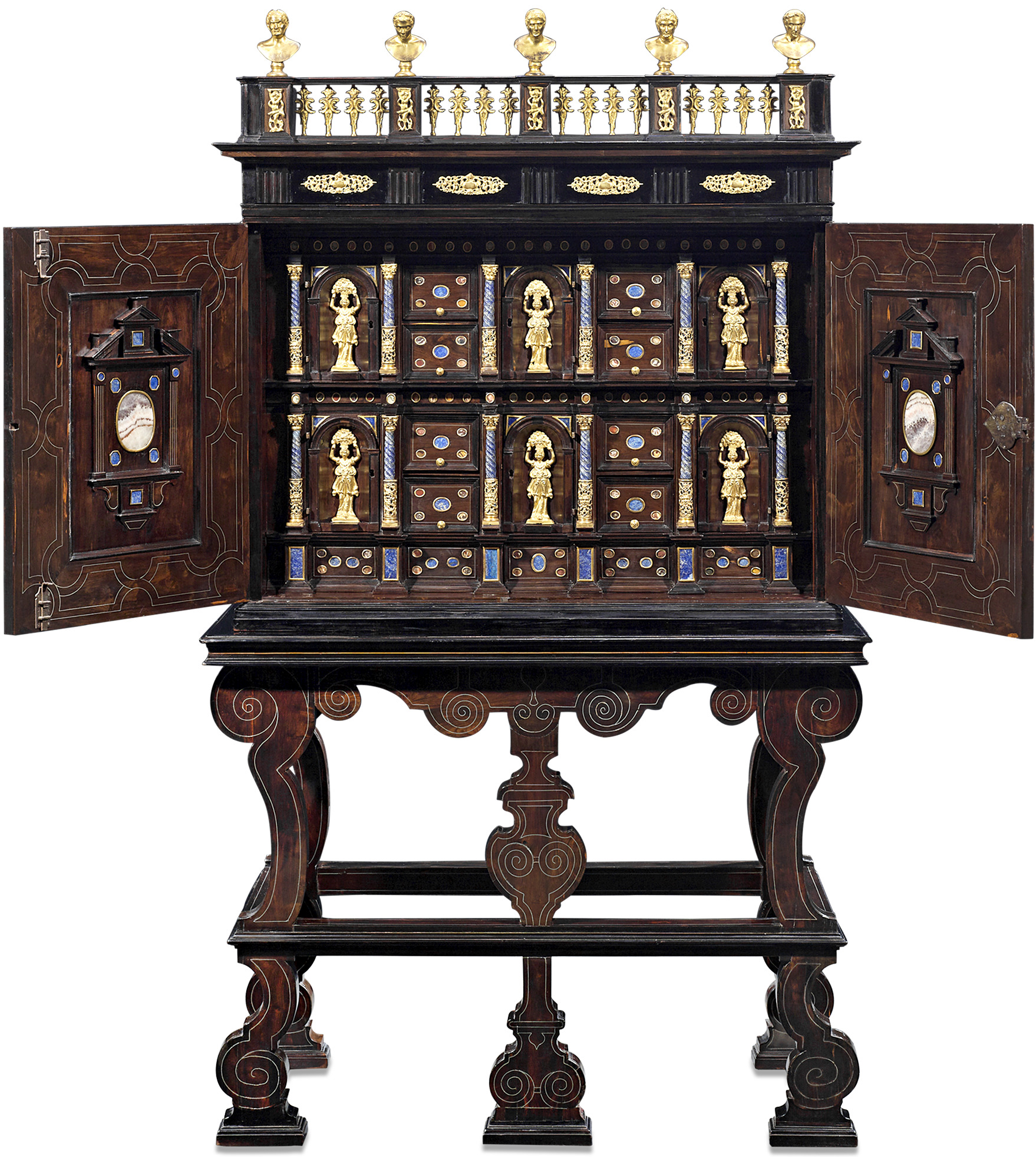
Vitrina de curiozități din epoca barocului italian, circa 1635

John Trandescant cel Bătrân (c. 1570 – 1638) a fost grădinar, naturalist și botanist angajat de către ducele de Buckingham. Acesta a cules plante, bulbi, flori, viță de vie, fructe de pădure și pomi fructiferi din Rusia, Levant, Alger, Franța, Bermude, Caraibe și Indiile de Est. Fiul său, John Trandescant cel Tânăr (1608 – 1662) a călătorit în Virginia în anul 1637 și a strâns flori, plante, scoici și o manta din piele de căprioară indiană despre care se crede că a aparținut lui Powhatan, tatăl lui Pocahontas. Pe lângă exemplarele botanice, tatăl și fiul au adăugat la colecția lor și curiozități zoologice (ex. pasărea dodo din Mauritius, armadillo și maxilarul superior al unei morse), curiozități artificiale (ex. curele wampum, portrete, fildeș turnat în strung, arme, costume, încălțăminte orientală și panouri de alabastru sculptate) și rarități (ex. o mână de sirenă, un ou de dragon, două pene de coadă de Phoenix, o bucată din Sfânta Cruce și o fiolă din sângele cu care a plouat peste Insula Wight). În anii 1630, tatăl și fiul Trandescant și-au afișat colecția eclectică la reședința lor din South Lambeth. Arca Trandescant (en. Trandescant’s Ark), așa cum a ajuns să fie cunoscută, a fost cea mai veche zonă majoră de curiozități din Anglia, și deschisă publicului în schimbul unei mici taxe de intrare.
Elias Ashmole (1617 – 1692) a fost avocat, chimist, anticar, francmason și membru al Societății Regale cu un mare interes față de astrologie, alchimie și botanică. Ashmole a fost, de asemenea, un vecin al familiei Trandescant în Lambeth. A finanțat publicarea ”Musaeum Trandescantianum”, un catalog al colecției Arca din anul 1656. Ashmole, un colecționar de sine stătător, a cumpărat Arca Trandescant în 1659 și a adăugat-o la colecția sa de manuscrise astrologice, medicale și istorice. În 1675, a donat Universității Oxford biblioteca și întreaga colecție care o includea și pe cea a familiei Trandescant, cu condiția ca o clădire adecvată să fie asigurată păstrării colecției. Donația lui Ashmole a constituit fundația Muzeului Ashmolean din Oxford.
Locurile expozițiilor și ale noilor societăți care promovau cunoașterea despre natură păreau, de asemenea, să cultive ideea unei civilizații perfecte. Unii cercetători au venit cu propunerea că aceasta a fost ”o reacție împotriva dogmatismului și entuziasmului specific războiului civil englez și al Interregum.” Această îndreptare a societății către politețe a presupus impunerea unor restricții asupra modului în care persoanele ar trebui să se comporte și să interacționee în societate, lucru care a permis distingerea dintre politețe din partea presupușilor membri obișnuiți și din partea celor mai vulgari ai societății. Deoarece expozițiile de curiozități cuprindeau în mod obișnuit minunății ciudate și străine, acestea atrăgeau o audiență mare, mai generală, lucru care ”[i-a transformat] în subiecți potriviți pentru discuțiile politicoase din cadrul Societății.” 
Un subiect era considerat mai puțin apt pentru discuții politicoase în cazul în care curiozitatea pe care o pusese la vedere era însoțită de prea multe alte dovezi materiale, deoarece nu permitea folosirea imaginației cu privire la curiozitatea prezentată. Din acest motiv, multe afișaje au inclus doar o descriere concisă a fenomenelor care aveau loc și au evitat orice explicație pentru acestea. Quentin Skinner descria Societatea Regală timpurie ca fiind ”ceva mult mai asemănător cu un club de domni”.  Această idee a fost susținută de John Evelyn, care descria Societatea Regală ca ”o adunare a multor domni onorabili care organizează ședințe inofensive sub conducerea Distingerii Regale a Maiestății Sale și care se distrează ingenios, în timp ce ocupațiile domestice sau afacerile publice îi împiedică din a fi mereu în compania oamenilor învățați, întrucât nu pot sălășlui în permanență în universități.” 
Zonele de curiozități pot fi găsite acum în Snowshill Manor și în Wallington Hall, iar Muzeul Ashmolean are o expoziție cu articole din colecțiile disparate ale lui Ashmole și Trandescant.

### Statele Unite
Thomas Dent Mutter (1811 – 1858) a fost un inițiator american al chirurgiei plastice reconstructive. Specializa în repararea anomaliilor congenitale, a buzei de iepure, a gurii de lup și a piciorului strâmb varus equin. A strâns, de asemenea, straneități medicale, tumori, specimene anatomice și patologice, mostre umede și uscate, modele din ceară, ghips și ilustrații ale unor deformități medicale. Această colecție a constituit inițial un instrument de predare în rândul tinerilor medici. Cu puțin timp înainte de moartea lui Mütter în 1859, acesta a donat 1344 de articole Colegiului American al Medicilor din Philadelphia împreună cu o sumă de 30 000 de dolari pentru întreținerea și extinderea muzeului său. Colecția lui Mütter a fost adăugată la 92 de exemplare patologice colectate de către doctorul Isaac Parish între anii 1849 și 1852. Muzeul Mütter a început să strângă echipamente medicale antice în 1871, inclusiv trusa medicală a lui Benjamin Rush și trusa de cusut a lui Florence Nightingale. În 1874, muzeul a achiziționat următoarele: o sută de cranii umane de la anatomistul și frenologul austriac Joseph Hyrtl (1810 – 1894), un cadavru din secolul al XIX-lea, supranumit ”doamna de săpun”, ficatul și forma în ghips a gemenilor siamezi Chang și Eng Bunker și, în 1893, tumora maxilarului lui Grover Cleveland. Muzeul Mütter este un exemplu excelent al unei zone grotești de curiozități din secolul al XIX-lea. 
P. T. Barnum a înființat Muzeul American Barnum pe 5 etaje în New York, ”perpetuând până în anii 1860 tradiția curiozităților, Wunderkammer, pentru mulțimea considerată naivă și înceată la minte. Cunoscuta, vicleana și totuși eficienta metodă a lui Barnum de a controla acea mulțime a fost să pună un semn pe care scria ’PE AICI SE FACE ISPRĂVIREA!’ (en. ‘THIS WAY TO THE EGRESS!’) în dreptul ieșirii.” 
În 1908, oamenii de afaceri din New York au întemeiat Hobby Club, un grup de luat masa limitat la 50 de bărbați în care aceștia își prezentau ”zonele-minune” și colecțiile alese care includeau exemplare literare și incunabule, antichități precum armura antică, pietre prețioase și obiecte geologice de interes. Cinele formale anuale au avut ca scop supunerea colecțiilor unei inspecții făcute de ceilalți membri ai clubului.

## Scăderea influenței
În primele decenii ale secolului al XVIII-lea, curiozitățile și exemplarele uimitoare au început să își piardă influența în rândul naturaliștilor europeni. Pe măsură ce gânditorii Iluminismului puneau un accent din ce în ce mai mare pe tiparele și sistemele din natură, anomaliile și raritățile au ajuns să fie considerate obiecte de studiu cu potențial înșelător. Curiozitățile, interpretate anterior ca mesaje divine și expresii ale varietății din natură au început să fie văzute ca excepții vulgare de la uniformitatea generală a naturii.

## Colecții notabile începute drept cabinete de curiozități
- Muzeul Ashmolean din Oxford – Colecțiile Ashmole și Trandescant
- Muzeul Boerhaave din Leiden
- British Museum din Londra – colecțiile lui Sir Hans Sloane, precum și alte colecții
- Camera de Artă și Curiozități a Castelului Ambras din Austria (rămasă în mare parte intactă)
- Deyrolle de la Paris
- Fundația Calvet de la Avignon
- Grünes Gewölbe din Dresda
- Kunstkamera din Sankt Petersburg
- Muzeul Pitt Rivers din Oxford – pasărea dodo ce aparținuse lui Ashmole
- Muzeul Teylers din Haarlem
- Muzeul Poldi Pezzoli de la Milano
- World Museum din Liverpool – colecția celui de-al XIII-lea Conte de Derby

## În cultura contemporană

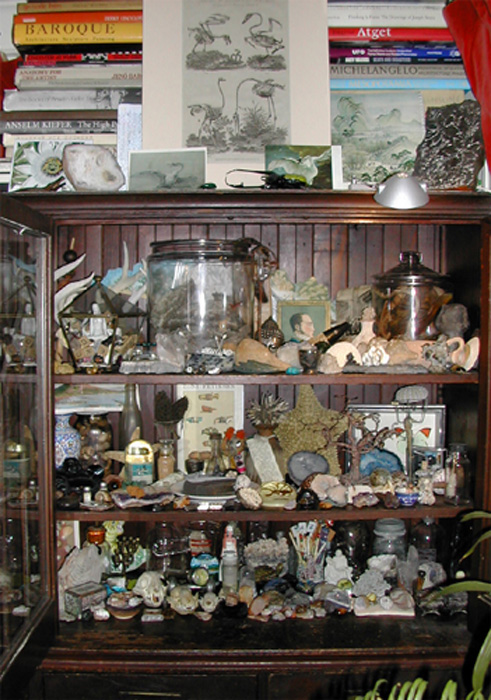
Interpretarea modernă a unui Wunderkammer

Muzeul de Științe Naturale din Houston depozitează o vitrină de curiozități lucrate manual, precum și un crocodil împăiat în tavan, după lucrarea lui Ferrante Imperato, ”Dell’Historia Naturale". În Los Angeles, Muzeul Tehnologiei Jurasice din zilele noastre încearcă să recreeze în mod anacronic curiozitatea pe care i-au stârnit-o cândva vechile vitrine de curiozități.
În Spring Green, Wisconsin, casa de vis a lui Alex Jordan devenită muzeu, cunoscută sub numele ”House on the Rock”, poate fi considerată o zonă de curiozități, mai ales datorită colecției de automate prezentate. Musée Patamécanique din Bristol, Rhode Island este prezentat ca o combinație între un teatru de automate și o cameră de curiozități, conținând lucrări ce reprezintă domeniul Patamecanicii, o practică artistică și un domeniu de studiu inspirat în principal de Patafizică. 
Ideea unei zone de curiozități a apărut și în publicațiile și spectacolele recente. De exemplu, publicația ”Cabinet” este o revistă trimestrială care suprapune artefacte și fenomene culturale care la prima vedere nu au nicio legătură, pentru a arăta interconectarea lor în moduri ce încurajează curiozitatea față de lume. Asociația culturală italiană Wunderkamern abordează tema zonelor istorice de curiozități pentru a explora modul în care ”uimirea” se manifestă în cadrul discuțiilor cu temă artistică de astăzi. În mai 2008, programul de arte plastice licență al Universității din Leeds a ținut un spectacol numit ”Wunder Kammer” care a reprezentat punctul culminant al cercetării și practicii studenților, permițând spectatorilor să vizioneze lucrări aparținând mai multor discipline, variind de la instalații imersive la videoclipuri care stimulează gândirea și la desene realizate de persoane calificate evidențiate de spectacole live.
Conceptul a fost reinterpretat de către Muzeul de Curiozități, Arte Plastice și Istorie Naturală Viktor Wynd. În iulie 2021, s-a deschis o nouă sală numită ”Cabinet of Curiosities” la Muzeul și Galeria de Artă ”Whitaker” din Rawtenstall, Lancashire, curatoriată de artistul Bob Frith,  fondatorul Teatrului ”Horse and Bamboo”.
Mai mulți bloggeri de pe internet și-au denumit site-urile ”wunderkammern”, ori pentru că reprezintă linkuri către lucruri interesante, ori pentru că inspiră uimire în mod similar cu originalele wunderkammern (vezi Linkuri externe mai jos). Cercetătorul Robert Gehl descrie site-urile de videouri precum YouTube ca fiind wunderkammern moderne, deși există un risc masiv de a fi transformate în instituții capitaliste ”în aceeași manieră în care curatorii profesionalizați au rafinat Wunderkammers în muzeul modern al secolului al XVIII-lea.” 